# Phiên phiệt
Phiên phiệt (藩閥, はんばつ, hanbatsu) hay Chính thể đầu sỏ thời Minh Trị, với các nhà sử học là tầng lớp nắm quyền mới vào thời kỳ Minh Trị của Nhật Bản, là một nhóm đặc quyền, sử dụng quyền lực Thiên hoàng, đôi khi mang tính chuyên chế. Thành viên của tầng lớp này là người trung thành với chủ trương quốc học và tin rằng mình là người tạo ra trật tự mới, và cũng vĩ đại như người ban đầu đã lập ra nước Nhật.

## Lãnh đạo
Hai nhân vật chính của nhóm này là Okubo Toshimichi (1832–78), con trai của một phiên sĩ phiên Satsuma, và võ sĩ Saigō Takamori (1827–77) của phiên Satsuma, họ đã liên kết với các phiên Chōshū, Tosa, và Hizen để lật đổ Mạc phủ Tokugawa.
Okubo trở thành Bộ trưởng Tài chính và Saigo là nguyên soái lục quân; cả hai đều là các cố vấn cho Thiên hoàng.
Kido Koin (1833–77) người phiên Chōshū, học trò của Yoshida Shoin, và là người đồng chủ mưu với Okubo và Saigō, trở thành Bộ trưởng Giáo dục và Chủ tịch Hội nghị các Thống đốc và thúc đẩy một chính thể đại nghị.
Một người nổi bật nữa là Iwakura Tomomi (1825–83), người Kyoto chống lại Tokugawa và sau này là Đại sứ đầu tiên tại Hoa Kỳ, và Okuma Shigenobu (1838–1922), người phiên Hizen, từng học tập Lan học (Rangaku), tiếng Trung Quốc, và tiếng Anh và giữ nhiều chức Bộ trưởng, cuối cùng trở thành Tổng lý Đại thần năm 1898.

## Hoạt động
Để hoàn thành mục đích của trật tự mới, các phiên phiệt bắt đầu giải thể 4 tầng lớp xã hội qua hàng loạt các cải cách kinh tế và xã hội. Thu nhập của Mạc phủ dựa vào thuế địa tô từ đất của nhà Tokugawa và các lãnh chúa đại danh (daimyo) khác, các khoản vay từ các nông dân giàu có và miễn cưỡng chấp nhận các khoản vay nước ngoài.
Để gia tăng thu nhập và phát triển cơ sở hạ tầng, chính quyền mới cấp tiền nâng cấp cảng biển, hải đăng, nhập khẩu máy móc, trường học, và du học cho sinh viên, lương cho cố vấn và giáo viên nước ngoài, hiện đại hóa lục quân và hải quân, mạng lưới đường sắt và điện tín, và các phái đoàn ngoại giao nước ngoài, ví dụ như phái đoàn Iwakura.
Thời kỳ khó khăn kinh tế, biểu thị bằng các cuộc bạo động ngày càng gia tăng về vấn đề ruộng đất, dẫn đến lời kêu gọi cải cách xã hội. Thêm và các khoản tiền thuê cao, thuế, và lợi tức, các công dân bình thường còn phải đối mặt với việc trả tiền mặt cho các loại thuế mới, chế độ nghĩa vụ quân sự, và tiền học phí cho chế độ giáo dục bắt buộc mới ban hành. Người dân cần thêm thời gian để
Để đạt được những cải cách này, hệ thống đẳng cấp cũ thời Tokugawa với võ sĩ, nông dân, thợ thủ công và thương nhân bị dỡ bỏ năm 1871, và, kể cả khi thiên kiến cũ và ý thức địa vị vẫn còn, tất cả, trên lý thuyết, đều bình đẳng trước pháp luật. Để giúp thực tế không quên sự phân biệt xã hội, chính quyền mới đặt tên cho các tầng lớp xã hội: các đại danh cũ trở thành hoa tộc, tầng lớp võ sĩ trở thành tốt tộc, giai tầng có địa vị cao ngay dưới hoa tộc, và những người khác là dân thường.
Tiền trợ cấp cho đại danh và võ sĩ được trả thành một khoản, và các võ sĩ sau này mất đi đặc quyền được tham gia vào các đơn vị quân đội. Các cựu võ sĩ cũng theo đuổi các nghề khác như: viên chức, giáo viên, sĩ quan quân đội, viên chức cảnh sát, nhà báo, học giả, người đi khai hoang ở phía Bắc Nhật Bản, chủ ngân hàng, và thương gia. Những nghề nghiệp này giúp ngăn chặn bớt sự bất mãn mà tầng lớp lớn này cảm nhận; một số kiếm lời lớn, nhưng nhiều người không thành công và trở thành những người đối lập quan trọng những năm sau này.
Cuộc khủng hoảng Triều Tiên năm 1873 dẫn đến việc vị tướng nổi tiếng Saigō và Cố vấn Nhà nước Eto Shimpei (1834–74). Eto, người thành lập rất nhiều tổ chức ái quốc, âm mưu với các phần tử bất mãn khác khởi động một cuộc nổi dậy vũ trang chống lại quân đội triều đình tại Saga, thủ phủ phiên nhà của ông tại Kyūshū năm 1874. Được giao nhiệm vụ dập tắt cuộc nổi loạn, Okubo nhanh chóng đánh bại Eto, người đã không giành được sự giúp đỡ của Saigō.
3 năm sau, cuộc khởi nghĩa vũ trang lớn cuối cùng - nhưng là thử thách lớn nhất với chính quyền Minh Trị - bùng nổ, lần này Saigo đóng một vai trò quan trọng. Cuộc nổi loạn Saga và phần nhiều cuộc nổi loạn của những võ sĩ bất mãn và nông dân để chống lại các cải cách của chính quyền Minh Trị dễ dàng bị quân đội đập tan.
Tuy vậy, các cựu võ sĩ phiên Satsuma rất đông, và họ có truyền thống lâu dài chống lại chính quyền trung ương. Saigo, với một chút miễn cưỡng và chỉ sau khi có thêm nhiều sự bất mãn với các cải cách của chính quyền, dấy binh nổi loạn năm 1877. Cả hai bên đều chiến đấu tốt, nhưng vũ khí hiện đại và tài chính tốt hơn của quân triều đình đã chấm dứt cuộc chiến tranh Tây Nam. Mặc dù bị đánh bại và tự sát, Saigo vẫn không bị coi là một tên phản tặc và trở thành một nhân vật anh hùng trong lịch sử Nhật Bản.
Sự thất bại của các võ sĩ Satsuma trong chiến tranh Tây Nam đánh dấu sự kết thúc những đe dọa với chính quyền Minh Trị nhưng làm các phiên phiệt tỉnh ngộ. Cuộc chiến hút hết ngân khố, dẫn đến lạm phát nghiêm trọng, và khiến giá trị đất đai - và khoản thuế rất cần thiết - giảm xuống. Quan trọng nhất là, những lời kêu gọi cải cách được thay đổi.